# Osanna (Band)
Osanna ist eine italienische Progressive-Rock-Band, die 1971 in Neapel gegründet wurde.

## Bandgeschichte
Ende 1970 traf Elio D’Anna auf die Band Città Frontale, in der damals Lino Vairetti, Danilo Rustici, Lello Brandi, Gianni Leone und Massimo Guarino spielten. Ohne Leone gründeten sie Osanna und spielten im Februar 1971 erste Konzerte mit neuen Stücken. Im selben Jahr erschien ihr Debütalbum, die Band fiel durch theatralisch inszenierte Konzerte auf und tourte mit Genesis in Italien. Im Jahr darauf komponierten Osanna die Filmmusik zu Fernando Di Leos Milano Kaliber 9. Ein weiteres Album, Palepoli, folgte und gilt mit seinem sperrigen und verspielten Progressive Rock als herausragendstes Werk der Band.
Während der Aufnahmen des nächsten Albums lösten sich Osanna 1974 vorübergehend im Streit auf, worunter die musikalische Qualität der z. T. an den englischsprachigen Mainstream-Rock angelehnten Stücke litt. Die Musiker arbeiteten in der Folge mit anderen Bands weiter – mit Uno, Nova und den wiederbelebten Città Frontale. Osanna kamen 1977 oder 1978 in veränderter Besetzung für ein weiteres, nun wieder italienischsprachiges Album erneut zusammen und lösten sich 1979 wegen des ausbleibenden Erfolgs scheinbar endgültig auf.
Erst nach zwanzig Jahren formierten die Gründungsmitglieder Vairetti und Rustici die Band neu. Trotz mehrerer Besetzungswechsel folgten seither zahlreiche Auftritte und Veröffentlichungen mit Live-Aufnahmen, Neueinspielungen älterer Stücke und neuen Kompositionen.

## Diskografie
- 1971: L’Uomo
- 1972: Milano Calibro 9 (Filmmusik; auch bekannt als Preludio, Tema, Variazioni e Canzona)
- 1973: Palepoli
- 1974: Landscape of Life
- 1978: Suddance
- 2001: Taka Boom
- 2003: Live – Uomini e miti (CD & DVD)
- 2008: Prog Family (Neueinspielungen; mit David Jackson)
- 2012: Rosso Rock (Live)
- 2014: Tempo (DVD)
- 2015: Palepolitana (Neueinspielungen und neue Stücke)